# 天主教科克斯塔德教區
天主教科克斯塔德教區（拉丁語：Dioecesis Kokstadensis）是南非一個羅馬天主教教區，屬德班總教區。

## 歷史
教區的前身是芒特居里宗座監牧區，1935年4月8日成立，1939年7月11日升為宗座代牧區並易名，1951年1月11日升為教區。

## 現況
教區位於東開普省東北部和夸祖魯-納塔爾省西南部，2006年時有74,401名教友（佔轄區總人口4.4%）、十五個堂區和二十二名司鐸。教區主教現時出缺。